# Людвиг Рудольф Брауншвейг-Вольфенбюттельский
Людвиг Рудольф Брауншвейг-Вольфенбюттельский (нем. Ludwig Rudolf von Braunschweig-Wolfenbüttel; 22 июля 1671, Вольфенбюттель — 1 марта 1735, Брауншвейг) — правитель графства (позднее возведённого в княжество) Бланкенбург, герцог Брауншвейг-Вольфенбюттеля с 1731 года, из дома Вельфов.

## Биография
Людвиг Рудольф был младшим сыном герцога Антона Ульриха Брауншвейг-Вольфенбюттельского и принцессы Елизаветы Юлианы Шлезвиг-Гольштейн-Норбургской. Младший сын не мог наследовать трон, поэтому Людвиг Рудольф посвятил себя науке. В его интересы входила и военная наука.
В 19 лет Людвиг Рудольф получил звание генерал-майора на службе императора Леопольда I. В 1690 году в битве при Флерюсе Людвиг Рудольф был разбит войсками Людовика XIV и попал в плен.
Благодаря своему происхождению Людвиг Рудольф в тот же год вернулся домой. Его отец был так рад возвращению сына, что подарил ему графство Бланкенбург в Гарце. Это не отвечало принципу примогенитуры, в соответствии с которым его брат Август Вильгельм Брауншвейг-Вольфенбюттельский обладал преимущественными правами.
В 1707 году графство Бланкенбург получило статус княжества, что означало окончательный слом примогенитуры, поскольку теперь младший сын правителя владел собственным княжеством. Власть Людвига Рудольфа ограничивалась лишь тем, что его право голоса в рейхстаге Священной Римской империи не наследовалось, а предоставлялось курфюрстом Брауншвейг-Люнебурга (голос Грубенхагена). Людвиг Рудольф был таким образом только суверенным правителем, зависимым от курфюршества Ганноверского. Завершив военную карьеру, Людвиг Рудольф занялся богатым блистательным двором.
После смерти своего старшего бездетного брата Августа Вильгельма Людвиг Рудольф получил во владение княжество Брауншвейг-Вольфенбюттель, которое имело большие долги. Людвиг Рудольф уволил министров своего предшественника и сконцентрировался на оздоровлении бюджета для того, чтобы княжеская казна стала пополняться благодаря его дальновидной политике, настаивавшей на экономном обслуживании двора. Людвиг Рудольф мог бы достичь большего, но умер в 1735 году.
14 октября 1711 года награждён российским орденом Святого Андрея Первозванного.

## Семья
В браке с Кристиной Луизой Эттингенской, заключённом 22 апреля 1690 года, родились четыре дочери:
- Елизавета Кристина Брауншвейг-Вольфенбюттельская (1691—1750) — замужем за императором Священной Римской империи Карлом VI
- Шарлотта Августа (1692—1692),
- Шарлотта Кристина София Брауншвейг-Вольфенбюттельская (1694—1715) — замужем за царевичем Алексеем Петровичем, сыном царя Петра Великого, при этом Людвиг Рудольф стал кавалером ордена Святого Андрея Первозванного (1711).
- Антуанетта Амалия Брауншвейг-Вольфенбюттельская (1696—1762) — замужем за герцогом Фердинандом Альбрехтом II

Увенчавшаяся успехом династическая политика отца Людвига Рудольфа, герцога Антона Ульриха, нашла выражение в бракосочетании его дочери Елизаветы Кристины Брауншвейг-Вольфенбюттельской с императором Священной Римской империи Карла VI, ставшей матерью императрицы Марии Терезии. Шарлотта Кристина Брауншвейг-Вольфенбюттельская вышла замуж за царевича Алексея, сына царя Петра Великого, но Алексей умер в 1718 году прежде своего отца. Антуанетта Амалия Брауншвейг-Вольфенбюттельская вышла замуж за герцога Фердинанда Альбрехта II, из побочной линии Брауншвейг-Вольфенбюттель-Беверна, который также был двоюродным братом Людвига Рудольфа. Поскольку наследники мужского пола отсутствовали, после смерти Людвига Рудольфа княжество Брауншвейг-Вольфенбюттель перешло к нему. В этом браке родились следующий герцог Брауншвейгский, жена Фридриха Великого и Антон Ульрих Браушвейгский — отец императора Ивана VI, а также София Антония Брауншвейгская — мать Франца Саксен-Кобургского, отца Леопольда I Бельгийского и деда королевы Виктории.
Людвиг Рудольф похоронен в Брауншвейгском соборе.